# Бахча-У

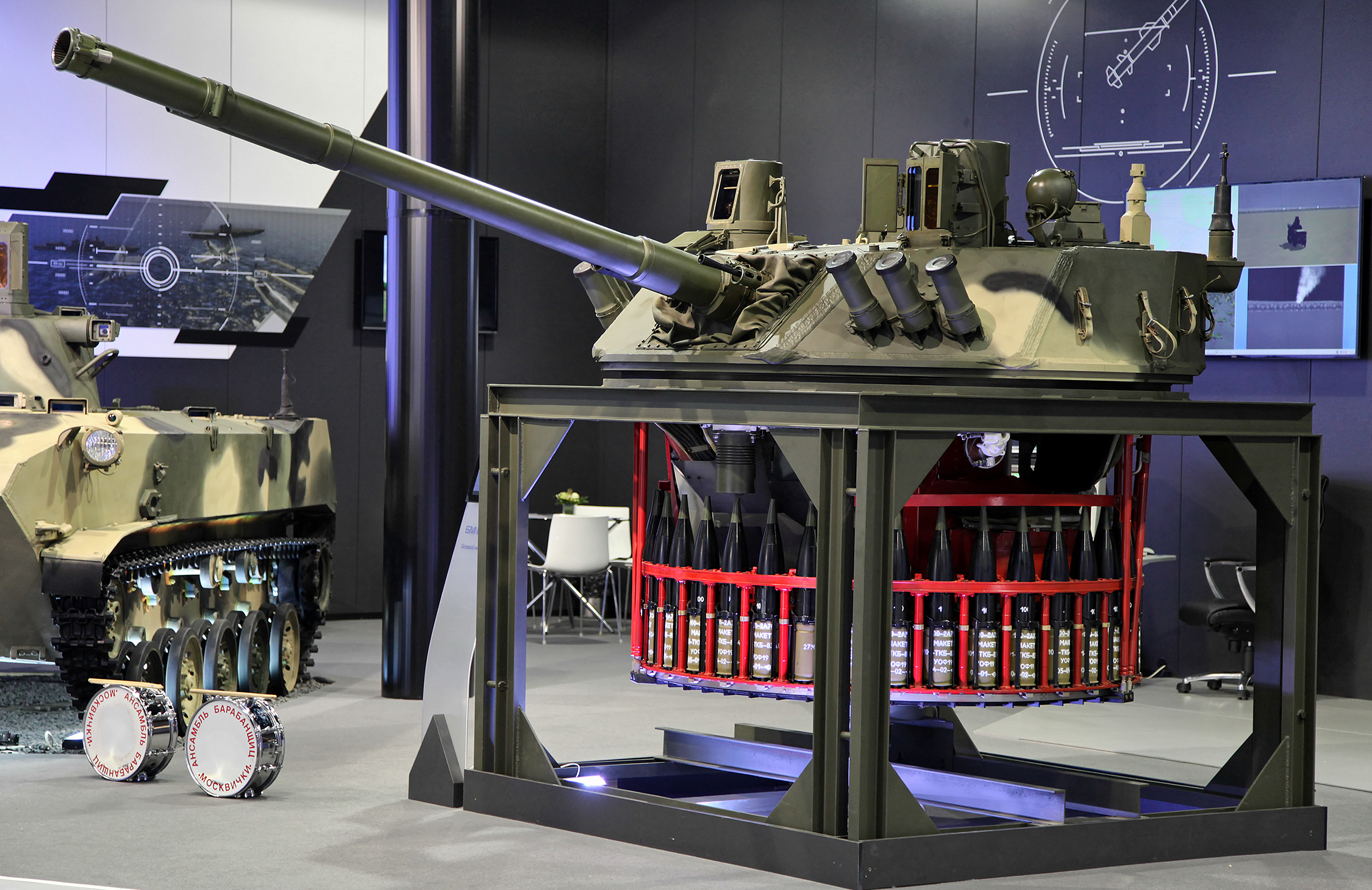
Бахча-У на виставці «Технології в машинобудуванні» в 2014 році.

«Бахча-У» — російський універсальний бойовий модуль (башта з комплексом озброєння), створений у тульському КБ приладобудування, призначений для установки на бойові машини, такі як БМП-2, БМП-3, БТР-90, БМД-4, БМД-4М, а також для катерів, кораблів та стаціонарних об'єктів.
Комплекс ефективний для ведення бойових дій механізованими підрозділами у наступі та обороні без підтримки танків і артилерії. Бойове відділення стабілізовано в двох площинах, це дозволяє вести точний вогонь в русі по пересіченій місцевості.

## Основні характеристики
- Бойова маса, кг 3600—3980

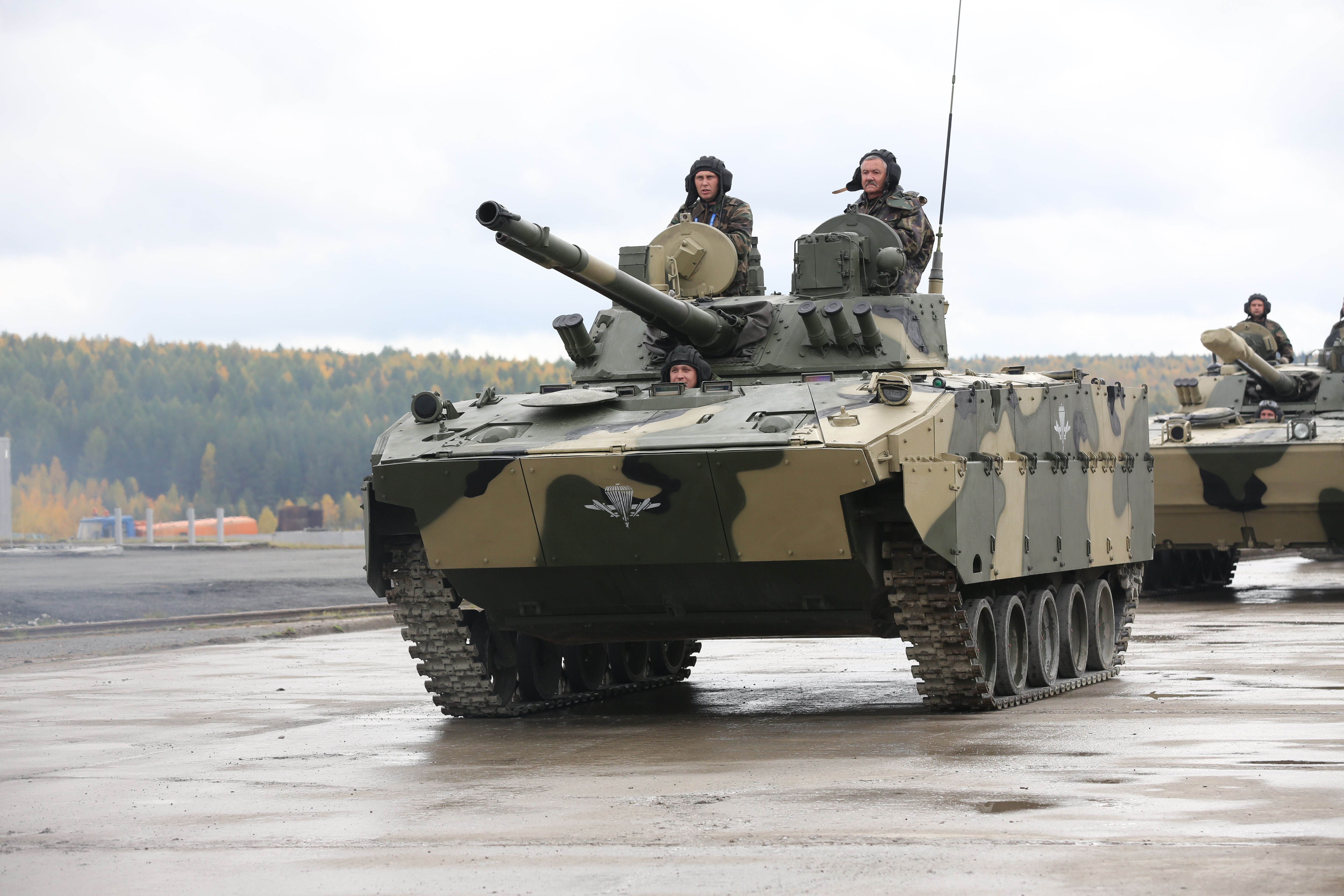
Бахча-У на БМД-4М.

- Боєкомплект керованих ракет (УР), шт 4
- Боєкомплект 100 мм ОФС, шт 34
- Боєкомплект 30 мм ОФЗ, ОТ/БП, БТ, шт. 245/255
- Боєкомплект 7,62 мм патронів, шт. 2000
- Система управління вогнем добова автоматична
- Приціл навідника з візирним, тепловізіонним, далекомірним каналами і каналом наведення КР, приціл командира панорамний, з телевізійним і далекомірним каналами
- Оснащений системою вимірювання координат (GPS/ГЛОНАСС), що забезпечує ведення стрільби 100-мм ГПУ з закритих вогневих позицій

## Озброєння
- 100 мм гармата-пускова установка 2А70
- 30 мм автоматична гармата 2А72
- 7,62 мм кулемет ККТ

## Виробництво
Модуль «Бахча-У» почали виробляти в травні 2005 року на заводі «Щегловський вал». Протягом трьох років по ДОЗ був випущений 31 модуль.